# Abdallah Kallel
Abdallah Kallel (arabe : عبد الله القلال), né le 7 décembre 1943 à Sfax, est un homme d'État tunisien.

## Biographie

### Formation
Issu d'une famille modeste de cinq enfants (son père est agriculteur et sa mère au foyer), il intègre la première promotion de l'École nationale d'administration (ENA) après une maîtrise en sciences économiques obtenue à la faculté de droit et des sciences économiques de Tunis.

### Carrière politique
Durant la présidence de Habib Bourguiba, il est successivement attaché de cabinet au ministère de l'Intérieur puis de l'Équipement (1972), chef de cabinet des ministres de la Défense Abdallah Farhat et Rachid Sfar. Limogé en 1980, il enseigne durant treize mois à l'ENA puis devient PDG d'une société spécialisée dans le bâtiment.
Le 11 avril 1988, il devient ministre de la Défense avant de remplacer le général Abdelhamid Escheikh à la tête du ministère de l'Intérieur du 17 février 1991 au 24 janvier 1995, dans un contexte de lutte contre l'islamisme. Devenu conseiller auprès du président Zine el-Abidine Ben Ali, il retrouve le ministère de la Défense du 13 juin 1996 au 22 janvier 1997, passe au ministère de la Justice en 1997-1999 avant de devenir ministre de l'Intérieur pour la deuxième fois le 17 novembre 1999. Le 23 janvier 2001, à la suite du dépôt d'une plainte pour torture le visant, le président Ben Ali décide de l'écarter provisoirement de la vie politique.
Trois ans plus tard, il est nommé en janvier 2004 comme président du Conseil économique et social. Après la création de la Chambre des conseillers et son installation, il est élu à sa tête le 16 août. Trésorier du Rassemblement constitutionnel démocratique (RCD) à partir de 1988, il est membre de son bureau politique et de son comité central jusqu'à sa radiation du parti le 18 janvier 2011.

### Poursuites judiciaires
Le 14 février 2001, il se trouve à l'hôpital cantonal de Genève où il subit un triple pontage coronarien après avoir eu un malaise. Alors que Hatem Ben Salem est aperçu par un employé de l'hôpital, ce dernier appelle Abdennacer Naït-Liman, un réfugié politique tunisien vivant à Genève depuis 1995 et président d'une association des victimes de la torture en Tunisie. Celui-ci en informe Éric Sottas, directeur à Genève de l'Organisation mondiale contre la torture, et l'avocat Me François Membrez et dépose plainte contre Kallel pour « lésions corporelles graves, séquestrations, injures, mise en danger de la santé, contraintes et abus d'autorité » ; Naït-Liman a en effet été torturé dans les locaux du ministère de l'Intérieur entre le 22 avril et le 1er juin 1992. S'il avait témoigné huit mois auparavant dans le livre La torture en Tunisie. 1987-2000. Plaidoyer pour son abolition et contre l'impunité, le nom de Kallel n'y était pas mentionné. La plainte est classée sans suite en février 2001 puis en appel le 22 mai 2007. Cette initiative constitue une première pour le parquet suisse mais Kallel quitte le territoire à temps grâce au passeport diplomatique que lui confère son rang de ministre. Sottas l'accuse alors d'être « responsable de la torture de milliers de personnes ».
Le 23 janvier 2011, après la révolution, il est placé sous résidence surveillée avant de démissionner de la présidence de la Chambre des conseillers deux jours plus tard,. Il est arrêté le 12 mars, à la suite d'une plainte déposée par un collectif de 24 avocats pour une accusation de détournement de fonds au sein du RCD. Le 14 mars, ses biens sont saisis par décret ; il fait ensuite l'objet d'un interrogatoire le 14 mai, conclu par un mandat de dépôt. Le 21 mai, le chargé des contentieux de l'État dépose une plainte en référé pour le gel des avoirs des propriétés de Kallel ; ses biens sont mis sous séquestre trois jours plus tard.
Abdallah Kallel est hospitalisé le 22 juillet à l'hôpital militaire de Tunis, dans un état jugé assez grave par sa famille, à la suite d'un malaise cardiaque ; celle-ci pointe ses conditions de détention pour expliquer la détérioration de son état de santé.
Le 29 novembre, la chambre correctionnelle du tribunal militaire permanent de première instance de Tunis le condamne à quatre ans de prison dans le cadre de l'affaire de Barraket Essahel, peine ramenée à deux ans de prison en appel le 7 avril 2012. Le 10 juillet 2013, il est libéré au terme de sa peine.

## Distinctions
- Grand officier de l'ordre de la République tunisienne[16].